# Bellevalia feinbruniae
Bellevalia feinbruniae là một loài thực vật có hoa trong họ Măng tây. Loài này được Freitag & Wendelbo mô tả khoa học đầu tiên năm 1970.